# Dicurella elatior
Dicurella,  je rod crvenih algi iz porodice Sarcodiaceae, dio reda Plocamiales. Taksonomski se vodi kao sinonim za Trematocarpus, ali je unutar njega priznata još jedna vrsta, to je D. elatior.
Tipična vrsta Dicurella fragilis (C.Agardh) J.Agardh 1852, sinonim je za morsku algu Trematocarpus fragilis (C.Agardh) De Toni.
|  | Zajednički poslužitelj ima još gradiva o temi Dicurella elatior |
|  | Wikivrste imaju podatke o taksonu Dicurella                     |